# Hydrocotyle chamaemorus
Hydrocotyle chamaemorus là một loài thực vật có hoa trong Họ Cuồng. Loài này được Cham. & Schltdl. mô tả khoa học đầu tiên năm 1826.